# Serin
Serine (ký hiệu là Ser hoặc S)  là một axit ɑ-amin được sử dụng trong quá trình sinh tổng hợp protein. amino acid này chứa một nhóm α-amino (tồn tại ở dạng −NH3 + trong điều kiện sinh học), một nhóm axit α-carboxyl (ở dạng giảm proton là COO− trong điều kiện sinh học) và một chuỗi bên gồm một nhóm hydroxymethyl (xem hydroxyl), điều này khiến nó thành một amino acid phân cực. amino acid này là không thiết yếu ở con người, có nghĩa là cơ thể có thể tự tổng hợp nó. Serine được mã hóa bởi các codon UCU, UCC, UCA, UCG, AGU và AGC.

## Chức năng

### Trao đổi chất
Serine rất quan trọng trong quá trình trao đổi chất ở chỗ nó tham gia vào quá trình sinh tổng hợp của các purine và pyrimidine. Nó cũng là tiền chất của một số amino acid bao gồm glycine và cysteine, và cả tryptophan nếu ở vi khuẩn. Serine cũng là tiền chất của nhiều chất chuyển hóa khác, bao gồm sphingolipid và folate, nguồn cung cấp chính của các mảnh một-carbon trong quá trình sinh tổng hợp.

### Vai trò cấu trúc
Serine đóng một vai trò quan trọng trong chức năng xúc tác của nhiều enzyme. Nó đã được chứng minh là có mặt ở các vị trí hoạt động của chymotrypsin, trypsin, và nhiều enzym khác. Chất độc thần kinh và nhiều chất được sử dụng trong thuốc trừ sâu đã được chứng minh là có tác dụng bằng cách gắn vào chuỗi bên serine trong trung tâm hoạt tính của enzyme acetylcholine esterase, ức chế hoàn toàn enzyme này.
Chuỗi bên serine cũng thường được liên kết bằng liên kết hydro; các motif nhỏ phổ biến được hình thành là điểm ngoặt ST, motif ST (thường ở đầu của xoắn alpha) và kẹp ST (thường là ở giữa xoắn alpha).
Là một thành phần (chuỗi bên) của protein, chuỗi bên của nó có thể trải qua quá trình glycosyl hóa liên kết O, có thể có liên quan chức năng đến bệnh tiểu đường.
Đây cũng là một trong ba chuỗi bên amino acid thường được phosphoryl hóa bởi kinase trong quá trình truyền tín hiệu tế bào ở sinh vật nhân chuẩn. Chuỗi bên serine được phosphoryl hóa thường được gọi là phosphoserine.
Serine protease là một loại protease phổ biến.